# Котамобагу

Местоположение Котамобагу в Северном Сулавеси (красная точка на равном удалении от северного и южного побережий полуострова).

Котамобагу (индон. Kotamobagu) — город в Индонезии, в провинции Северный Сулавеси. Население — 112 776 чел. (2014). 
Котамобагу является центром округа Болаанг-Монгондоу, хотя при этом в его состав не входит, представляя собой самостоятельное муниципальное образование.

## География
Котамобагу расположен на северном полуострове острова Сулавеси. На севере городской округ граничит с районом Билаланг округа Болаанг-Монгондоу, на юге — с районом Лолаян (Болаанг-Монгондоу), на западе — с районом Западный Пасси (Болаанг-Монгондоу) и на востоке — с районом Модаяг округа Восточный Болаанг-Монгондоу. Расстояние до берега моря примерно одинаковое — и на север, и на юг — чуть больше 30 км.
Климат жаркий, экваториальный.
| Показатель                                            | Янв. | Фев. | Март | Апр. | Май  | Июнь | Июль | Авг. | Сен. | Окт. | Нояб. | Дек. | Год  |
| ----------------------------------------------------- | ---- | ---- | ---- | ---- | ---- | ---- | ---- | ---- | ---- | ---- | ----- | ---- | ---- |
| Абсолютный максимум, °C                               | 28,8 | 28,8 | 29,1 | 29,8 | 29,7 | 29,6 | 29,4 | 30,0 | 30,4 | 30,5 | 30,1  | 29,3 | 29,6 |
| Средняя температура, °C                               | 25,0 | 24,9 | 25,2 | 25,6 | 25,7 | 25,6 | 25,3 | 25,5 | 25,5 | 25,6 | 25,7  | 25,3 | 25,4 |
| Абсолютный минимум, °C                                | 21,2 | 21,1 | 21,4 | 21,4 | 21,8 | 21,6 | 21,3 | 21,1 | 20,7 | 20,8 | 21,4  | 21,4 | 21,3 |
| Норма осадков, мм                                     | 216  | 179  | 186  | 201  | 211  | 174  | 134  | 93   | 94   | 136  | 204   | 197  | 2025 |
| Источник: Kotamobagu. Дата обращения: 17 апреля 2018. |      |      |      |      |      |      |      |      |      |      |       |      |      |

## Административное деление
Город разделён на четыре района (кечаматана). 
| Название (индонез.) | Название (рус.)      | Население (перепись-2010) |
| ------------------- | -------------------- | ------------------------- |
| Kotamobagu Selatan  | Южный Котамобагу     | 28 030                    |
| Kotamobagu Timur    | Восточный Котамобагу | 26 355                    |
| Kotamobagu Barat    | Западный Котамобагу  | 37 678                    |
| Kotamobagu Utara    | Северный Котамобагу  | 15 396                    |

## Население
По оценке на 2014 год, население города составило 112 776 человек. Из них 57 436 — мужчины и 55 340 — женщины. В 2010 году, согласно переписи, численность жителей Котамобагу составляла 107 459 человек.